# Wilhelm Huth
Wilhelm Huth (* 21. Dezember 1896 in Dörscheid; † 15. April 1982 in Hamburg) war ein deutscher SS-Brigadeführer und Regierungspräsident.

## Leben
Huth hatte eine Ausbildung als Diplomingenieur und war von 1927 bis 1932 im Maschinenbauamt Danzig-Krakau tätig. Er trat zum 1. November 1930 der NSDAP (Mitgliedsnummer 370.225) und 1932 der SS bei (SS-Nummer 56.275), in der er 1940 bis zum SS-Brigadeführer befördert wurde. Von 1933 bis 1939 war er Mitglied und ab 1934 Vizepräsident des Danziger Senats der Freien Stadt Danzig.
Während des Zweiten Weltkrieges war er von 1939 bis 1945 Regierungspräsident des Regierungsbezirks Danzig und stellvertretender Reichsstatthalter im Reichsgau Danzig-Westpreußen.
Nach Kriegsende war er in Hamburg im Versicherungswesen tätig.